# 楠達鎮區 (伊利諾伊州)
楠達鎮區（英語：Nunda Township）是位於美國伊利諾伊州麥克亨利縣的一個行政鎮區。

## 地方資料
根據2010年美國人口普查的數據，楠達鎮區的面積為122.40平方千米，當中陸地面積為121.20平方千米，而水域面積為3.20平方千米。當地共有人口37608人，而人口密度為每平方千米307.25人。